# Creu de Nostra Senyora
La Creu de Nostra Senyora és una creu commemorativa de Sant Llorenç d'Hortons (Alt Penedès), situada a l'inici del passeig de la Rectoria.
La creu és de ferro forjat en forma de crismó i amb les lletres Α i Ω a la part inferior del braç longitudinal. Està situada damunt un pilar de secció quadrada aixecat amb peces rectangulars de revestiment de pedra. Aquest pilar està en el centre d'un pedestal aixecat i circular. En un dels costats hi ha l'escut municipal de Sant Llorenç d'Hortons i l'any 1996, en un altre una placa que explica que l'ajuntament va fer fer aquesta creu en record de l'antiga Creu de Nostra Senyora l'any 1995; en un altre costat s'hi pot llegir AVE i el símbol de Maria encerclat per estrelles; i en el darrer costat l'escut amb les quatre barres.